# Federico Vázquez Osuna
Federico Vázquez Osuna (Alcaudete, Andalusia, 1964) és doctor en Història Contemporània per la Universitat de Barcelona i Màster en Criminologia i Execució Penal per la Universitat Autònoma de Barcelona. És investigador adscrit al Centre d'Estudis Històrics Internacionals de la Universitat de Barcelona (CEHI). Les seves investigacions se centren en la República, la Guerra Civil i el franquisme, molt especialment pel que fa a l'administració de justícia i la repressió. És coautor del llibre La repressió franquista a l'àmbit local. Manlleu (1939-1945) (2003) i autor de La Rebel·lió dels Tribunals. L'administració de justícia a Catalunya (1931-1953). La judicatura i el ministeri fiscal (2005). També ha col·laborat en obres col·lectives sobre la guerra civil i el franquisme. Ha publicat articles en diferents àmbits de les ciències socials i jurídiques. És autor de La justícia durant la Guerra Civil. El Tribunal de Cassació de Catalunya (1934-1939) (L'Avenç, 2009) i de Anarquistes i baixos fons. Poder i criminalitat a Catalunya (1931-1944) (L'Avenç, 2015)